# Sophronica testacea
Sophronica testacea là một loài bọ cánh cứng trong họ Cerambycidae.